# Pavetta crebrifolia
Pavetta crebrifolia är en måreväxtart som beskrevs av William Philip Hiern. Pavetta crebrifolia ingår i släktet Pavetta och familjen måreväxter.

## Underarter
Arten delas in i följande underarter:
- P. c. crebrifolia
- P. c. kimbozensis
- P. c. pubescens